# William Russell Sykes
William Russell Sykes (Walsham-le-Willows, Suffolk, Inglaterra 1927 - Christchurch, Nueva Zelanda, 2018) es un botánico neozelandés.

## Algunas publicaciones

### Libros
- 1966. Bignoniaceae. N.º 54 de Information series. Ed. Dept. of Scientific and Industrial Research. 62 pp.

- ------------, Truman George Yuncker. 1970. Contributions to the flora of Niue. N.º 200 de Bulletin New Zealand. Dept. of Scientific and Industrial Research. Ed. Govt. Print. 320 pp. ISBN 0477018882

- William Russell Sykes, Ella O. Campbell. 1977. Kermadec Islands flora: an annotated check list. N.º 219 de Bulletin New Zealand. Dept. of Scientific and Industrial Research. 216 pp.

- 1981. The vegetation of Late, Tonga. Allertonia 2 ( 6 ). Ed. Pacific Tropical Botanical Garden. 30 pp.

- ------------, D. I. Kinloch. 1990. Bibliography of research on the Cook Islands: subject bibliographies. N.º 4 de New Zealand man and the biosphere report. 164 pp. ISBN 0477060587

- Colin James Webb, Peter N. Johnson, William Russell Sykes. 1990. Flowering plants of New Zealand. Ed. DSIR Botany. 146 pp. ISBN 0477025846

## Honores
- 2005: Orden de Mérito de Nueva Zelanda[3]

### Epónimos
Especies
- (Fabaceae) Erythrina sykesii Barneby & Krukoff[4]

- (Leguminosae) Erythrina × sykesii Barneby & Krukoff[5]

- (Loganiaceae) Geniostoma sykesii Fosberg & Sachet[6]

- (Onagraceae) Epilobium sykesii P.H.Raven[7]

- (Pandanaceae) Pandanus sykesii H.St.John[8]

- (Papaveraceae) Corydalis sykesii Ludlow & Stearn[9]

- (Poaceae) Eulaliopsis sykesii Bor[10]

- (Rubiaceae) Pentanisia sykesii Hutch.[11]

- (Urticaceae) Haroldiella sykesii J.Florence[12]

- La abreviatura «Sykes» se emplea para indicar a William Russell Sykes como autoridad en la descripción y clasificación científica de los vegetales.[13]